# Elise Bachmann
Pour les articles homonymes, voir Bachmann.
Elise Bachmann, née le 23 mai 1838 à Naumbourg et de date et lieu de mort inconnue, est une compositrice allemande.

## Biographie
Elle étudie avec J. Love, harmoniste, de qui elle reçoit une éducation musicale complète. Elle publie un nombre considérable de compositions pour piano de genre facile, un mélodrame « Die Macht der Musik » et plusieurs chants.